# دانیله ماگرو
دانیله ماگرو (انگلیسی: Daniele Magro؛ زادهٔ ۱۴ آوریل ۱۹۸۷) بازیکن بسکتبال اهل ایتالیا است.
از باشگاه‌هایی که در آن بازی کرده‌است می‌توان به یونیورسو ترویزو اشاره کرد.